# Фляк

Фляк — элемент акробатики, спортивной и художественной гимнастик. Представляет собой темповое соединение двух курбетных движений — прыжка назад на руки и, собственно, курбета.
Переворот вперед и назад (фляк) в современных акробатических комбинациях с преимущественным вращением назад — один из основных разгонных элементов.

## Техника фляка
Для него характерно «сваливание» тела назад одновременно с махом прямыми руками, опережающим движение головой назад. Голова остаётся слегка наклонённой на грудь вплоть до окончания маха руками. Полное разгибание тела совпадает с окончанием толчка ногами и сопровождается низким, стелющимся полётом в стойку на руках. Прогибаясь и одновременно наклоняя голову назад, акробат жёстко встречает опору прямыми руками; оттягиваясь при этом в плечах, начинает «снятие курбета». Синхронизация оттягивания в плечах, заканчивающегося отталкиванием руками, и сгибания в тазобедренных суставах — наиболее важный момент курбетной части фляка. Завершение курбета сопровождается постановкой прямых ног примерно в зоне отталкивания руками с последующей амортизацией прихода и полным выпрямлением тела.